# Johann Gottlieb Heineccius
Johann Gottlieb Heineccius   (Eisenberg, 11 de setembre de 1681 - Halle, 31 d'agost de 1741) va ser un jurista alemany. Es considera un important representant de l'usus modernus pandectarum.
Va estudiar teologia, però després es va dedicar al dret. Al principi va ser preceptor dels fills del general Golowkin (1708) i després professor de filosofia (1713) i més tard dret a Halle (1720). El 1723 va ser cridat a la Universitat de Franeker (Frísia, Holanda), aleshores florent, deixant-la aviat per anar a la de Frankfurt de l'Oder (1727) i de nou a Halle (1733), on va ensenyar el dret romà amb gran èxit.
Entre les seves obres mereixen una menció especial: Jurisprudentia romana et attica (Leyden, 1738/41); diverses monografies, entre les que descolla el Commentaria ad legem Juliani et papiani Pappaeam (Venècia, 1770), Antiquitatum romanarum jurisprudentiam illustrancium syntagma, traducció castellana de Carlos Dicenta en 1845 i de Francisco Llorente el 1855, ambdues a Madrid, en la que, seguint l'orde de les Instituciones de Justinià I, va il·lustrant cada paràgraf, sent un restaurador de la serietat d'aquests estudis, i devent a la seva influència el que s'hagi mantingut per molt de temps la distinció entre la Historia iuris i les Antiquitates; Historia iuris romani ac germanici (1ª ed. espanyola en Alcalà d'Henares, 1808; traducció castellana de la Historia del Derecho romano per Juan Bautista Muñiz Miranda i González Andrés, en Madrid, 1845), encara util durant molts anys per a certs detalls, i Elementa iuris civilis secundum ordinum Institutionum, i altre Secundum ordinem Pandectarum (d'aquest hi ha una edició in usum scholae valentinae, Valencia, 1791), que van estar de text o van merèixer gran favor a les Universitats d'Europa, havent-se reimprès i anotat fins ben entrat el segle xix, en què van quedar antiquades (traduccions castellanes nombroses, sobresortint les de Luis de Collantes, Madrid, 1835; 6a ed., València, 1873). També va escriure sobre dret natural i història de la filosofia (de la qual també es va traduir alguna cosa a Espanya i a Mèxic). Les seves Obras completas es van reunir per J. L. Uhl i publicat amb el títol opera ad universam jurisprudentiam, philosopphiam et literas pertinentia (Ginebra, 1744/48; 8 vol. en 4º amb un suplementari publicat el 1771).
Heineccius anotà les Instituciones d'Arnold Vinnius. Destacà per la seva erudició, pel seu millor plan en la exposició de la historia i per la seva precisió, claredat i elegancia de llenguatge; però no produí una reforma radical en els estudis de dret ni tingué vertaders deixebles que continuessin la seva obra.